# Mona Juul
Pour les articles homonymes, voir Juul.
Mona Juul, née le 10 avril 1959 à Steinkjer, est une femme politique norvégienne.

## Biographie
Elle est sous-secrétaire d’État au Département des Affaires étrangères et ambassadrice de Norvège en Israël. Elle est depuis le 25 juillet 2019, la présidente du Conseil économique et social des Nations unies, aussi connue sous le nom d'ECOSOC. Elle succède ainsi à Rhonda King. Avec son mari Terje Rød-Larsen, elle joua un rôle important dans les Accords d'Oslo. 
En 2005 rattachée à la délégation norvégienne aux Nations unies à New York. Elle est ambassadrice au Royaume-Uni de 2014 à 2018.